# MV Agusta F2
La MV Agusta F2 è una motocicletta da competizione della classe Moto2 progettata dalla MV Agusta.

## Descrizione
Il telaio è un traliccio in tubi di acciaio, mentre il forcellone è in alluminio. Il motore è il tre cilindri in linea 4 tempi della Triumph (lo stesso di tutte le moto che competono in Moto2). L'impianto d'alimentazione è ad iniezione elettronica con centralina REX 140 della Magneti Marelli. Per quanto riguarda i freni, sia l'anteriore che il posteriore sono prodotti dalla OZ Racing, forgiati in magnesio.
Il 27 ottobre 2019, durante il Gran Premio d'Australia, la F2 guidata da Stefano Manzi fa registrare il record assoluto di velocità per una moto della classe Moto2, raggiungendo i 301,8 km/h.